# TOT Cerdanyola
TOT Cerdanyola, també conegut com el TOT, és un setmanari gratuït, publicat dins el marc territorial de Cerdanyola del Vallès, al Vallès Occidental. Segons l'Associació de Mitjans d'Informació i Comunicació, compta amb uns 22.000 lectors setmanals.Amb més de 1500 números publicats, es distribueixen 6.000 exemplars setmanals, segons l'Oficina de Justificació de la Difusió (OJD). La revista forma part del grup de comunicació TotMedia.
El seu principal model de finançament és a través de la publicitat, especialment, mitjançant comerços del mateix territori al que representa.

## Història

### Els inicis
L'any 1987 es funda el TOT Cerdanyola, per iniciativa del periodista santcugatenc, Ramon Grau, fundador i primer director de la revista i actual editor de Totmedia. Als pocs anys, el va cedir a la família Morral-Soldevila, la qual ocupa el càrrec i la dirigeix durant dues dècades.
Inicialment, es tractà d'un mitjà estrictament publicitari, editant breus exemplars gratuïts d'entre vuit i setze pàgines. Representava un combinat d'informació, petits articles sobre receptes culinàries o santorals i, sobretot, anuncis publicitaris, seguint la línia de moltes publicacions locals de l'època.
Fou un intent de recuperar la premsa local, després d'un període de molts anys en què al municipi no havia existit cap mena de comunicació o publicació informativa, a excepció de diaris com el «Sardanyola» (iniciat el mes de desembre de 1962). Destaquen altres iniciatives de caràcter periodístic, com «El Riu Sec», revista municipal d'informació periòdica, que publica el seu primer número el mes de febrer del 1981, coincidint amb l'alcaldia de Celestino Sánchez (PSC), el primer alcalde democràtic després del Franquisme. Uns anys més tard, al maig de 1987 apareixen mitjans com el diari «Cerdanyola», una publicació de format tabloide, de caràcter periodístic, i amb certa repercussió, ja que fou molt crític amb l'actualitat del moment. Aquesta es comprava als quioscos i, amb el temps, passa a ser quinzenal, i més endavant, setmanal. En aquells temps, el TOT Cerdanyola era encara una revista molt modesta, amb unes 16 pàgines per volum.

### Expansió
L'any 1994 és un moment significatiu a Cerdanyola, especialment per a la revista. Desapareix el diari «Cerdanyola» per motius econòmics i com a conseqüència, el TOT Cerdanyola comença a agafar el rol de responsable de la premsa local, publicant petites notícies divulgatives. A l'any 1995, ja s'editen números molt més complexos, elaborats i d'unes quaranta pàgines, i tirades de fins a 8.000 exemplars. Aquest moment marca un abans i un després. També va ajudar l'aposta per recuperar la història gràfica de la ciutat a les portades de l'edició. A principis dels anys 90, encara no s'havia iniciat cap tipus d'iniciativa destinada a recuperar, conservar i difondre el patrimoni històric fotogràfic de Cerdanyola.
Al febrer de 1995, fundadors de l'anterior diari «El Cerdanyola» anuncien la creació d'una nova publicació mensual, de nou, en format tabloide, anomenat «Cerdanyola Informacions» i que publica la seva primera tirada a l'abril d'aquell mateix any. Però aquest mitjà només és operatiu durant un any i mig, i el mateix desembre de 1996 realitza la seva última publicació.
És llavors quan El TOT Cerdanyola fa un nou salt endavant, creant una secció dedicada a les notícies, convertint-se d'aquesta manera en la principal revista informativa del poble; entre d'altres raons pel fracàs dels restants mitjans de comunicació. I és que, conseqüentment, els col·laboradors d'altres mitjans comencen a treballar conjuntament pel TOT, com a redactors, periodistes, fotògrafs, editors... fent possible que aquesta esdevingui l'únic mitjà imprès a la ciutat, i per tant, sent la principal revista informativa de Cerdanyola.
Durant la dècada dels 90 apareixen altres iniciatives editorials com ara «El Forat del Vent» i «Cerdanyola al dia» (que actualment també edita la seva versió en format digital), però cap d'ells arriba a tenir la repercussió del TOT Cerdanyola. Es consideren els anys daurats de la revista, ja que a més, el sistema econòmic està en alça i les empreses comencen a invertir més diners en publicitat. És el mitjà de comunicació de referència, i genera grans beneficis en l'àmbit econòmic.
Durant uns anys, Mª Àngles Morral Soldevila (filla dels propietaris de la revista Morral-Soldevila) i el seu marit, Xavier Botella s'encarreguen de la direcció de la revista a nivell empresarial, i el periodista Joan Sánchez Braut hi col·labora en la secció periodística. Finalment, a cavall entre els anys 2003 i 2009, el periodista es converteix en el director principal de la mateixa.
Immersos en plena bombolla immobiliària (±1998 i ±2007), les empreses d'aquest sector comencen a invertir en publicitat a la revista, la qual cosa representa un gran guany econòmic; aquests són considerats com «els anys daurats» del TOT Cerdanyola, rememorada com l'època més important per a la revista. D'aquesta manera enforteix tots els departaments, i s'inicien diversos projectes i d'altres iniciatives. Entre aquests destaquen la creació de la web Cerdanyola Digital, entesa com un portal d'internet que vol afavorir el debat entre els ciutadans (2008), l'impuls d'iniciatives editorials de personalitats locals com el periodista Juan Antonio Hidalgo, el fotògraf (especialitzat en la secció esportiva) Pepe Urbano, l'escriptor Isidre Grau (Premi Sant Jordi de novel·la 1985, entre d'altres guardons), el cronista local Albert Lázaro, i l'historiador Miquel Sánchez i González entre d'altres. Ja feia temps que, tots ells, s'havien convertit en col·laboradors habituals del TOT Cerdanyola. La repercussió del «TOT» és de gran abast, i són controlats per la OJD (Oficina de Justificació de la Difusió). Fins i tot es va intentar apostar per una televisió local, coincidint amb en el moment en què es va comunicar que els ajuntaments podrien gaudir d'una llicència de TDT, però mai s'arribà a portar a terme.

### Crisi financera
L'any 2007 explota la bombolla immobiliària, l'economia es malmet considerablement entrant en recessió, i el TOT Cerdanyola, de la mateixa manera que d'altres revistes, entra en un període de descens econòmic, que afecta en tots a tots els àmbits. Comença una crisi econòmica i editorial profunda. La direcció del TOT Cerdanyola es veu obligada a reduir la plantilla, assumint un nombre de treballadors mínim, formada sobretot per autònoms. Aquesta etapa s'allarga molts anys, perdurant fins gairebé l'actualitat.

### Integració a Totmedia
Reprenent el projecte iniciat trenta anys enrere, Ramon Grau, editor del grup de comunicació Totmedia, recupera el mitjà, 30 anys més tard. Grau és també president honorífic de l'Associació Catalana de la Premsa Gratuïta i Mitjans Digitals, i d'un grup multimèdia, incloent el diari digital El Món.
Per tal d'afrontar el nou context amb l'impacte de les noves tecnologies i fer front als reptes que es presenten dins el món de la comunicació i del periodisme, a partir de novembre de 2016, s'integra a Totmedia, publicant la seva versió en format digital. Més endavant, a la primavera de 2017, la revista cerdanyolenca obre la seva pròpia web www.totcerdanyola.cat. Com a membre del grup Tot Media, el TOT Cerdanyola comença a recuperar la seva potència. Actualment, divulga informació a través de diverses xarxes socials: Instagram, Twitter, Facebook i WhatsApp.
En aquesta nova etapa la seu de la revista ha passat de Cerdanyola a Sant Cugat, seu central de Totmedia. El 2017 es va celebrar el 30è aniversari de la revista. Actualment hi ha un procés en curs per digitalitzar l'arxiu fotogràfic.